# Pro Bowl 2014
Der Pro Bowl 2014 war das All-Star Game der National Football League (NFL) in der Saison 2013. Er wurde am 26. Januar 2014, eine Woche vor dem Super Bowl XLVIII, im Aloha Stadium in Honolulu, Hawaii ausgetragen.

## Regeländerungen
- Die Kader bestehen jetzt aus 44 Spielern pro Kader, wobei ein zusätzlicher Defensive Back hinzugefügt wurde
- Two-Minute Warning am Ende jedes Viertels und Ballbesitzwechsel zu Beginn jedes Viertels
- Keine Kickoffs. Ein Münzwurf bestimmt, welcher Mannschaft zuerst der Ballbesitz zugesprochen wird, und der Ball wird zu Beginn jedes Viertels und nach erzielten Punkten auf der 25-Yard-Linie platziert
- Die Defense darf nun „Cover Two“ und „Press“ Coverage spielen. In den Vorjahren war mit Ausnahme von Goallinesituationen nur Man-Coverage erlaubt
- Innerhalb der letzten zwei Minuten jedes Quarters stoppt die Zeit, wenn weniger als ein Yard Raumgewinn erzielt wurde
- Anstelle der üblichen 40-Sekunden- und 25-Sekunden-Uhr wird eine 35-Sekunden- und 25-Sekunden-Spieluhr verwendet
- Bei einem Sack hält die Zeit nicht an, außer innerhalb der letzten beiden Minuten

## Roster

### Pro Bowler ohne Teilnahme
Anmerkungen:
(C) Zum Captain gewählt
a Nachrücker
b verletzt
c Teilnehmer am Super Bowl